# Douglas Hyde
Douglas Ross Hyde MRIA (irsk: Dubhghlas de hÍde; 17. januar 1860 – 12. juli 1949), kendt som An Craoibhín Aoibhinn var en irsk akademiker, lingvist, lærd i irsk sprog, politiker og diplomat, som tjente som Irlands første præsident fra juni 1938 til juni 1945.
Han var en ledende person inden for gælisk renæssance, og den første formand for Gaelic League, der var en af de mest indflydelsesrige organisationer i Irland på dette tidspunkt.